# 西班牙邊疆區

806年時西班牙邊疆區及其周邊區域

西班牙邊疆區（西班牙語：Marca Hispánica），也被稱為巴塞羅那邊疆區，是795年查理曼在前塞普提曼尼亞之外建立的邊疆區。它作為軍事緩衝區，充當安達盧斯的倭馬亞摩爾人與法蘭克加洛林帝國（加斯科涅公國、阿基坦公國和加洛林屬塞普提曼尼亞）之間的防禦屏障。
從更廣泛的意義上講，西班牙邊疆區有時指的是一群受法蘭克統治的早期伊比利亞和跨比利牛斯山脈的領主或伯爵。隨著時間的推移，這些領主從法蘭克帝國的統治中合併或獲得獨立。

## 外部連結
- Ian Meadows, "The Arabs in Occitania" （页面存档备份，存于）
- Archibald R. Lewis, "The Development of Southern French and Catalan Society, 718–1050" （页面存档备份，存于）